# Supercoppa italiana 2002 (pallavolo femminile)
La Supercoppa italiana di pallavolo femminile 2002 si è svolta dal 28 al 29 settembre 2002: al torneo hanno partecipato quattro squadre di club italiane e la vittoria finale è andata per la prima volta al Volley Modena.

## Regolamento
Le squadre hanno disputato semifinali, finale terzo posto e finale.

## Squadre partecipanti
| Squadra         | Qualificazione                               | Ultima partecipazione    |
| --------------- | -------------------------------------------- | ------------------------ |
| Bergamo         | Vincitrice Serie A1 2001-02                  | Supercoppa italiana 2001 |
| Modena          | Vincitrice Coppa Italia 2001-02              | Supercoppa italiana 2001 |
| AGIL            | Finalista play-off scudetto Serie A1 2001-02 | Debutto                  |
| Olimpia Ravenna | Semifinalista Coppa Italia 2001-02           | Debutto                  |

## Torneo
|  | Semifinali      | Semifinali      | Semifinali |        |         | Finale 1º/2º posto | Finale 1º/2º posto | Finale 1º/2º posto |  |
|  |                 |                 |            |        |         |                    |                    |                    |  |
|  | Bergamo         | Bergamo         | 3          |        |         |                    |                    |                    |  |
|  | Bergamo         | Bergamo         | 3          |        |         |                    |                    |                    |  |
|  | Olimpia Ravenna | Olimpia Ravenna | 0          |        |         |                    |                    |                    |  |
|  | Olimpia Ravenna | Olimpia Ravenna | 0          |        | Bergamo | Bergamo            | 0                  |                    |  |
|  |                 |                 |            |        | Bergamo | Bergamo            | 0                  |                    |  |
|  |                 |                 | Modena     | Modena | 3       |                    |                    |                    |  |
|  | AGIL            | AGIL            | Modena     | Modena | 3       | 0                  |                    |                    |  |
|  | AGIL            | AGIL            |            |        |         | 0                  |                    |                    |  |
|  | Modena          | Modena          | 3          |        |         | Finale 3º/4º posto | Finale 3º/4º posto | Finale 3º/4º posto |  |
|  | Modena          | Modena          | 3          |        |         |                    |                    |                    |  |
|  |                 |                 |            |        |         |                    |                    |                    |  |
|  |                 |                 |            |        |         | Olimpia Ravenna    | Olimpia Ravenna    | 1                  |  |
|  |                 |                 |            |        |         | Olimpia Ravenna    | Olimpia Ravenna    | 1                  |  |
|  |                 |                 |            |        |         | AGIL               | AGIL               | 3                  |  |

### Semifinali
| 28 settembre 2002 PalaDalLago, Novara Durata: 1h:08 - Spettatori: ? | Bergamo | 3 - 0 | Olimpia Ravenna | 25-22, 25-20, 25-22 |
| 28 settembre 2002 PalaDalLago, Novara Durata: 1h:09 - Spettatori: ? | AGIL    | 0 - 3 | Modena          | 25-27, 20-25, 17-25 |

### Finale 3º posto
| 29 settembre 2002 PalaDalLago, Novara Durata: 1h:26 - Spettatori: ? | Olimpia Ravenna | 1 - 3 | AGIL | 25-18, 13-25, 23-25, 17-25 |

### Finale
| 29 settembre 2002 PalaDalLago, Novara Durata: ? - Spettatori: 2 300 | Bergamo | 0 - 3 | Modena | 18-25, 20-25, 24-26 |